# Patkanteal
Patkanteal är en ort i Mexiko.   Den ligger i kommunen Chalchihuitán och delstaten Chiapas, i den sydöstra delen av landet, 700 km öster om huvudstaden Mexico City. Patkanteal ligger 1 135 meter över havet och antalet invånare är 305.
Terrängen runt Patkanteal är kuperad norrut, men söderut är den bergig. Runt Patkanteal är det ganska glesbefolkat, med 45 invånare per kvadratkilometer. Närmaste större samhälle är Simojovel de Allende, 17,8 km nordväst om Patkanteal. I omgivningarna runt Patkanteal växer huvudsakligen savannskog.